# رایکل باتیواکالولو
رایکل باتیواکالولو (انگلیسی: Raichel Bativakalolo؛ زادهٔ ۱۸ سپتامبر ۱۹۹۷) بازیکن راگبی زن فوجیایی‌تبار اهل ژاپن است.